# Bartolomeo Passerotti

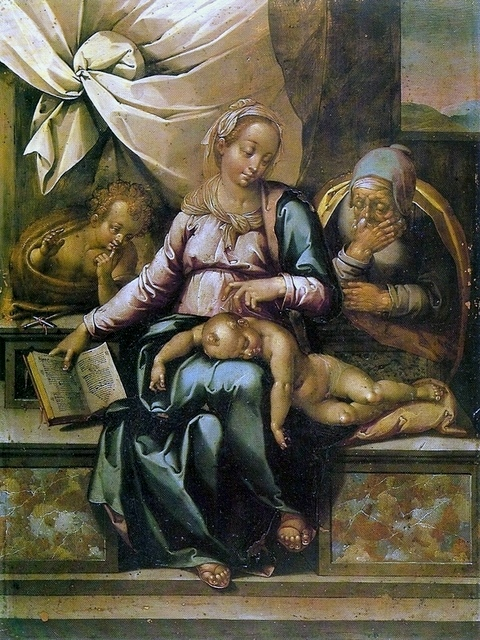
"Madonna del Silenci", Bartolomeo Passerotti

Bartolomeo Passerotti també anomenat Passarotti (1529 - 1592) fou un pintor italià, pertanyent al manierisme i al cercle de l'Escola bolonyesa. Va desenvolupar la seva activitat principalment en la seva ciutat natal, Bolonya. Va viatjar a Roma, on va treballar a les ordres de Girolamo Vignola i Taddeo Zuccaro. Després del seu retorn a Bolonya, va crear un estudi, des d'on va influir en l'obra d'altres artistes, com és el cas d'Annibale Carracci.